# بوتینولین
بوتینولین (به انگلیسی: Butinoline) با فرمول شیمیایی C20H21NO یک ترکیب شیمیایی است. که جرم مولی آن ۲۹۱٫۴ گرم بر مول می‌باشد. 